# Texananus extensus
Texananus extensus är en insektsart som beskrevs av Crowder 1952. Texananus extensus ingår i släktet Texananus och familjen dvärgstritar. Inga underarter finns listade i Catalogue of Life.